# Skrajny Jastrzębi Kopiniak

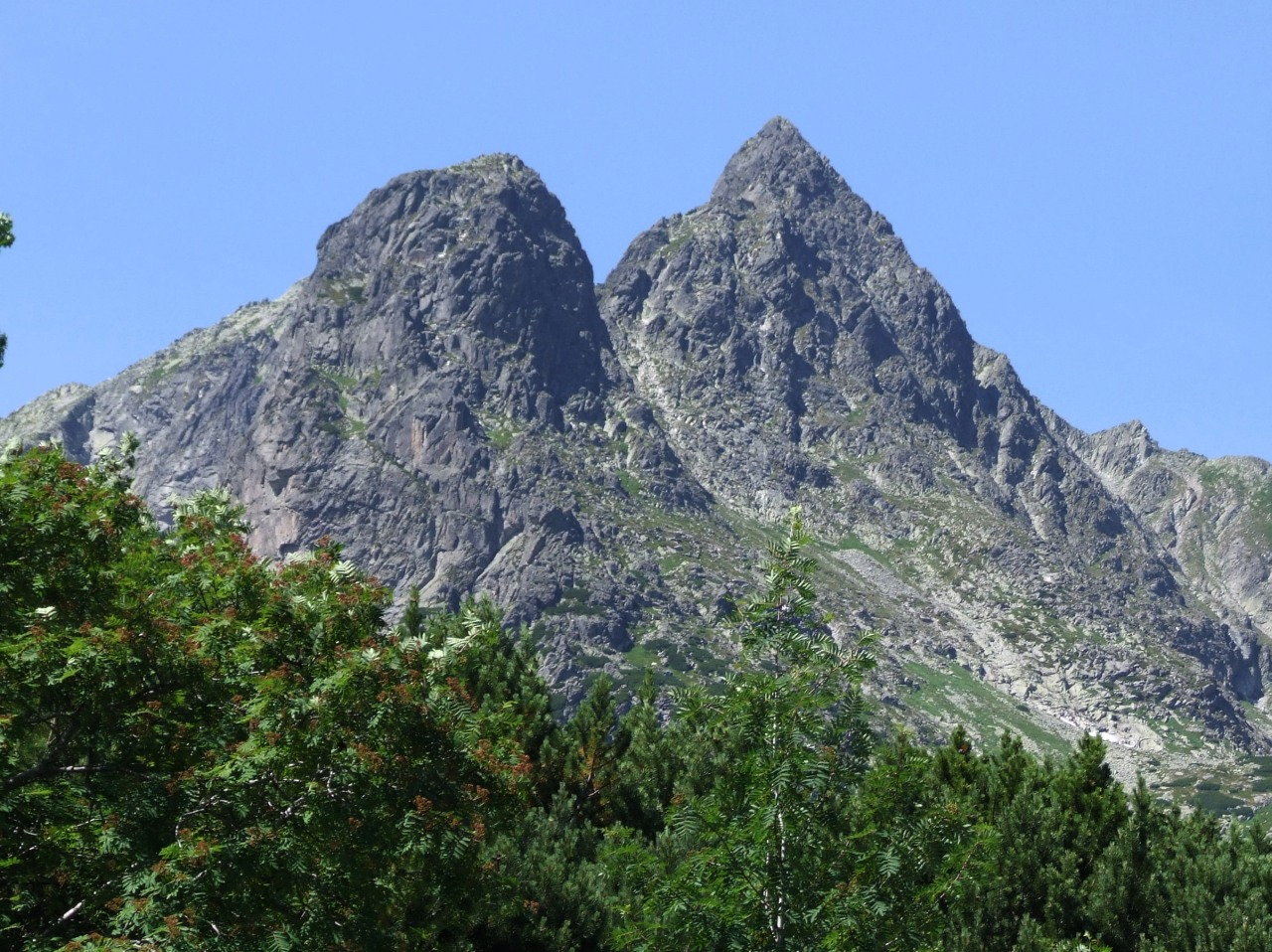
Jastrzębia Turnia i Skrajny Kopiniak

Skrajny Jastrzębi Kopiniak lub Skrajny Kopiniak (słow. Predný kopiniak, niem. Vorderer Rotseekopf, węg. Elülső-Vöröstavi-púp) – turnia  o wysokości ok. 2250 m położona w Jastrzębiej Grani w słowackiej części Tatrach Wysokich. Jest wysuniętym najdalej na wschód z trzech Jastrzębich Kopiniaków. Znajduje się w tej grani pomiędzy Jastrzębią Turnią (2139 m) na wschodzie, od której jest oddzielony Jastrzębią Przełęczą (ok. 2100 m), a Pośrednim Jastrzębim Kopiniakiem na zachodzie, od którego oddziela go płytki Skrajny Jastrzębi Karb. Pomiędzy Jastrzębią Turnią a Skrajnym Kopiniakiem wyróżnia się jeszcze kilka drugorzędnych elementów, którymi są kolejno od Skrajnego Kopiniaka w stronę Jastrzębiej Przełęczy: Jastrzębi Karbik, Jastrzębia Czubka, Jastrzębie Wrótka, Jastrzębi Kopiniaczek.
Jastrzębia Grań oddziela Dolinę Jagnięcą od Doliny Jastrzębiej. Skrajny Kopiniak wraz z Jastrzębią Turnią stanowi charakterystyczny element panoramy Doliny Zielonej Kieżmarskiej. Wraz z dwoma pozostałymi Kopiniakami (Zadnim i Pośrednim) oraz Małym Kołowym Szczytem opada do Doliny Jastrzębiej wspólnym 200-metrowej wysokości urwiskiem zwanym Kopiniakowym Murem. Znajduje się w nim około 20 dróg wspinaczkowych o dużym stopniu trudności.
Ściana północna Skrajnego Jastrzębiego Kopiniaka opada do Doliny Jagnięcej i ma charakter trawiasto-skalisty. W niektórych miejscach jest urwista. Ściana południowa po wydzieleniu sąsiednich formacji ograniczona jest z prawej strony wybitną depresją zbiegającą z Jastrzębiego Karbika do Kopiniakowej Pościeli, natomiast z lewej – depresją opadającą ze Skrajnego Jastrzębiego Karbu. Ukośnie biegnie przez tę ścianę trawiasto-skalisty zachód – Wyżnia Kopiniakowa Drabina.
Na Skrajnego Jastrzębiego Kopiniaka, podobnie jak na inne obiekty w Jastrzębiej Grani, nie prowadzą żadne znakowane szlaki turystyczne. Najdogodniejsze drogi dla taterników wiodą na szczyt granią z obu stron, w ścianie południowej wytyczono natomiast drogi o trudności co najmniej V+ w skali UIAA.
Pierwsze wejścia:
- letnie: Gyula Fehér, Ede Hruby i Jenő Serényi, 16 lipca 1905 r.,
- zimowe: Jadwiga Honowska, Zofia Krókowska i Jan Alfred Szczepański, 5 kwietnia 1928 r.[2]

Nazwa polska i słowacka turni pochodzi od słowa kopiniak oznaczającego w podhalańskiej i spiskiej gwarze pasterskiej górę podobną do kopca. Drugi człon nazwy dodawany jest dla odróżnienia go od innych Kopiniaków. W języku niemieckim i węgierskim nazwa utworzona została od Czerwonego Stawu Kieżmarskiego. Dawniej tylko Skrajny Kopiniak miał swoją nazwę (Kopiniak), dopiero później taternicy nadali nazwę pozostałym Kopiniakom i innym podrzędnym formacjom skalnym tej grani.
Po raz pierwszy Skrajny Kopiniak został zdobyty przez członków węgierskiego stowarzyszenia Magyar Turista Egyesület Egyetemi Osztály. W języku węgierskim dawniej nazywał się Egyetemi-csúcs, to znaczy „uniwersytecki szczyt” – nazwę tę nadano mu dla upamiętnienia stowarzyszenia pierwszych zdobywców szczytu. Stara niemiecka nazwa Universitätsspitze była kalką nazwy węgierskiej.